# Juszki (Litwa)
Juszki (lit. Juškiai) – wieś na Litwie, w rejonie solecznickim, 4 km na wschód od Turgieli, zamieszkana przez 19 ludzi. Przed II wojną światową w Polsce, w powiecie wileńsko-trockim województwa wileńskiego.